# Neuromedinski U receptor 1
Neuromedinski U receptor 1 je protein koji je kod ljudi kodiran  genom.

## Literatura
1. ↑  Tan CP, McKee KK, Liu Q, Palyha OC, Feighner SD, Hreniuk DL, Smith RG, Howard AD (1998). „Cloning and characterization of a human and murine T-cell orphan G-protein-coupled receptor similar to the growth hormone secretagogue and neurotensin receptors”. Genomics. 52 (2): 223—9. PMID 9782091. doi:10.1006/geno.1998.5441.
2. ↑  „Entrez Gene: NMUR1 neuromedin U receptor 1”.

## Dodatna literatura
- Fujii R; Hosoya M; Fukusumi S;  . (2000). „Identification of neuromedin U as the cognate ligand of the orphan G protein-coupled receptor FM-3.”. J. Biol. Chem. 275 (28): 21068—74. PMID 10783389. doi:10.1074/jbc.M001546200.
- Szekeres PG; Muir AI; Spinage LD;  . (2000). „Neuromedin U is a potent agonist at the orphan G protein-coupled receptor FM3.”. J. Biol. Chem. 275 (27): 20247—50. PMID 10811630. doi:10.1074/jbc.C000244200.
- Raddatz R; Wilson AE; Artymyshyn R;  . (2000). „Identification and characterization of two neuromedin U receptors differentially expressed in peripheral tissues and the central nervous system.”. J. Biol. Chem. 275 (42): 32452—9. PMID 10899166. doi:10.1074/jbc.M004613200.
- Strausberg RL; Feingold EA; Grouse LH;  . (2003). „Generation and initial analysis of more than 15,000 full-length human and mouse cDNA sequences.”. Proc. Natl. Acad. Sci. U.S.A. 99 (26): 16899—903. PMC 139241 . PMID 12477932. doi:10.1073/pnas.242603899.
- Gerhard DS; Wagner L; Feingold EA;  . (2004). „The status, quality, and expansion of the NIH full-length cDNA project: the Mammalian Gene Collection (MGC).”. Genome Res. 14 (10B): 2121—7. PMC 528928 . PMID 15489334. doi:10.1101/gr.2596504.
- Mori K; Miyazato M; Ida T;  . (2005). „Identification of neuromedin S and its possible role in the mammalian circadian oscillator system.”. EMBO J. 24 (2): 325—35. PMC 545815 . PMID 15635449. doi:10.1038/sj.emboj.7600526.
- Hillier LW; Graves TA; Fulton RS;  . (2005). „Generation and annotation of the DNA sequences of human chromosomes 2 and 4.”. Nature. 434 (7034): 724—31. PMID 15815621. doi:10.1038/nature03466.

## Spoljašnje veze
- „Neuromedin U Receptors: NMU1”. IUPHAR Database of Receptors and Ion Channels. International Union of Basic and Clinical Pharmacology. Архивирано из оригинала 02. 04. 2015. г.